# Трапезундская гражданская война
Трапезундская гражданская война — серия конфликтов, в рамках которых в 1340-х годах происходила борьба за престол Трапезундской империи.

## Ход конфликта

### Смерть императора Василия
6 апреля 1340 года, после смерти Василия Великого Комнина, управление империей приняла его жена Ирина Палеологиня, незаконнорожденная дочь византийского императора Андроника III Палеолога (1328—1341). Однако Ирина подозревалась в том, что имела отношение к смерти мужа, в частности, что она его якобы отравила. Во всяком случае Ирина была готова к смерти мужа и организовала своих сторонников, которые и возвели её на трон Трапезунда. Далее Ирина попыталась укрепить свою власть с помощью семьи Амицантариев (Aμυτζαντάριοι) и других аристократов. Однако споры между родами Амицантариев и Схолариев, которые в то время составляли две основные партии местной аристократии, стали очень сложными из-за личной неприязни. В отсутствие наследника престола, а также из-за неспособности императрицы четко заявить о своей власти, обе фракции начали открытую борьбу. В результате семья Схолариев восстала против императрицы, после чего Амицантарии открыто встали на сторону императрицы.

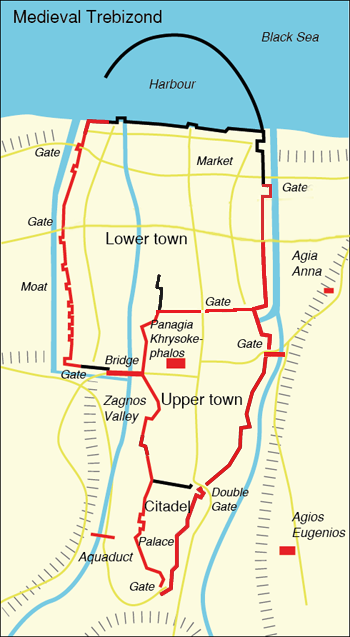
План укреплений Трапезунда

В начавшейся гражданской войне Ирине помогали, помимо Амицантариев, генуэзские и византийские наемники. Против них выступили повстанцы: архонты из рода Цанихитов и Схоларии, которые заявили о себе как о защитниках исконных прав, а Ирину ненавидели как ставленницу Константинополя. Цитаделью повстанцев стал монастырь Святого Евгения, ставший крепостью, к юго-востоку от Трапезунда. С другой стороны, императрице удалось сохранить контроль над гаванью и цитаделью, в чем ей помогла семья Амицантариев. Восстание закончилось 2 июля 1340 года, когда великий дука, Иоанн Лимнийский, который в 1332 году убил молодого императора Мануила II, прибыл в Трапезунд из Константинополя на помощь императрице. Войска Иоанна присоединились к императорским войскам, и они совместно атаковали подожжённый монастырь Святого Евгения. Схоларии были разгромлены, а их лидеры арестованы и доставлены в крепость Лимния, в следующем году (июль 1341 года) некоторые из них были казнены.
Было очевидно, что без мужа, который мог бы носить императорскую корону, Ирина не могла надеяться сохранить трон. Ирина начала искать мужа среди знати, что только усугубило ситуацию: разобщённая аристократия, в борьбе за руку императрицы, дала шанс оставшимся в живых Схолариям и разочаровавшимся в Ирине Амицантариям снова взяться за оружие.

### Анна Великая Комнина
В это время на исторической сцене появилась еще одна претендентка на престол Трапезунда: Анна Великая Комнина, старшая дочь императора Алексея II, до того была монахиней. Оппозиция знати убедила её покинуть монастырь и бежать в фему Великая Лазия, где она была увенчана императорской короной и получила контроль над регионом, а все местные жители признали её законной правительницей как ближайшей законной наследницей её брата Василия. 17 июля 1341 года Анна триумфально вступила в Трапезунд, за ней следовали воины грузинского царя Георгия V (1314—1346), а также лазская знать и Амицантарии, поддержавшие Анну. Преобладание Амицантариев при дворе спровоцировало постоянные попытки Схолариев свергнуть её при поддержке других благородных семей.
Конфликты между аристократическими семьями Трапезунда ознаменовали всё царствование Анны, которая постоянно подвергалась угрозе свержения со стороны Схолариев и других аристократических родов, связанных с Константинополем. Константинополь был разочарован падением Ирины Палеолог и восхождением Анны, венецианцев и генуэзцев.
30 июля 1341 года Михаил Великий Комнин, второй сын Иоанна II, будущий император (1344—1349), при поддержке византийского императора Иоанна VI Кантакузина (1341/1347—1355), отплыл из Константинополя в Трапезунд с флотом во главе с Никитой Схоларием, чтобы жениться на Ирине Палеолог и взять на себя власть в империи. Сначала сановники и митрополит Акакий приняли его со всей торжественностью как императора. Михаил принес присягу на верность собравшимся дворянам и государственным чиновникам и отбыл во дворец, чтобы подготовиться к коронации на следующий день. На рассвете ситуация резко изменилась. Всю ночь знать подстрекала жителей Трапезунда к бунту, чтобы противостоять вторжению «константинопольских авантюристов», и они восстали. Вероломные дворяне и сановники способствовали бунту. Не желая видеть на троне сильного правителя, они заключили Михаила в тюрьму во дворце, после чего отправили в крепость в Инои. Лазские солдаты после нескольких сражений захватили три византийских корабля, а через несколько дней свергнутую Ирину посадили на франкское судно, направлявшееся в Константинополь. Лазская знать теперь стали единственным обладателем политической власти и использовала имя императрицы Анны для управления империей.

### Иоанн III Великий Комнин
Никита Схоларий и византийская фракция, которая рассматривала союз с Константинополем как самую надежную гарантию гражданского мира, решили совершить еще одну попытку лишить своих соперников власти. Схоларий, Константин Доранит, братья Григорий и Михаил Мейцоматии и другие бежали на венецианском корабле в Константинополь, где встретились с Иоанном, сыном Михаила, и предложили ему трон Трапезунда. Экспедиция на этот раз проводилась без какой-либо открытой поддержки со стороны византийского правительства. Три генуэзских галеры были наняты, в дополнение к двум, предоставленным Схолариями, был собран отряд наемников для нападения на Трапезунд. Отряд достиг города в сентябре 1342 года. После жестокого боя на улицах захватчики пробрались в крепость. Императрицу Анну взяли в плен в императорском дворце, и, чтобы не дать ей шанса вернуться к власти, немедленно задушили. Иоанн Великий Комнин прибыл в Трапезунд 4 сентября 1342 года и в тот же день был коронован. Вступление Иоанна III на престол сопровождалось преследованиями членов аристократии. Семья Схолариев, которая поддерживала его с самого начала, воспользовалась новыми привиленгиями и организовала гонения против Амицантариев, которые поддерживали Анну. Многие Амицантарии были убиты.

### Михаил Великий Комнин
Аристократы, возвысившие Иоанна III, по-видимому, оказались недовольны им, так как Никита Схоларий в итоге освободил его отца Михаила из плена в Лимнии и посадил на престол в мае 1344 года. Иоанн был изгнан в монастырь святого Саввы. В свою очередь, Михаил предоставил Никите титул великого дуки. Таким образом, Схоларии добились контроля над правительством.
Император Михаил, похоже, предпринимал некоторые попытки укрепить свою власть, но его таланты оказались несоразмерны этой задаче. Власть Схолариев оказалась непопулярной среди населения Трапезунда. Люди столицы и лазы взялись за оружие и заявили, что полны решимости жить под руководством законных императоров, а не под властью группы знати. В ноябре 1345 года Никита был арестован и заключен в тюрьму вместе со своим помощником Григорием Мейцоматием и другими членами его партии. Тем не менее, император Михаил, старый и больной, освободил Никиту из тюрьмы и восстановил его в титулах 13 декабря 1349 года. Затем, 22 декабря, Никита совершил переворот, по исходе которого сверг Михаила и возвел на трон Алексея III.